# Yapleu
Yapleu  è una città e sottoprefettura della Costa d'Avorio appartenente al dipartimento di Man. Conta una popolazione di 7 735 abitanti (censimento 2014).